# Gare de Tchaplyne
La gare de Tchaplyne est une gare ferroviaire située dans la ville de Tchaplyne, en Ukraine.

## Histoire
La gare ouverte en 1884, elle est classée au Registre national des monuments immeubles d'Ukraine sous le numéro : 12-207-0011.

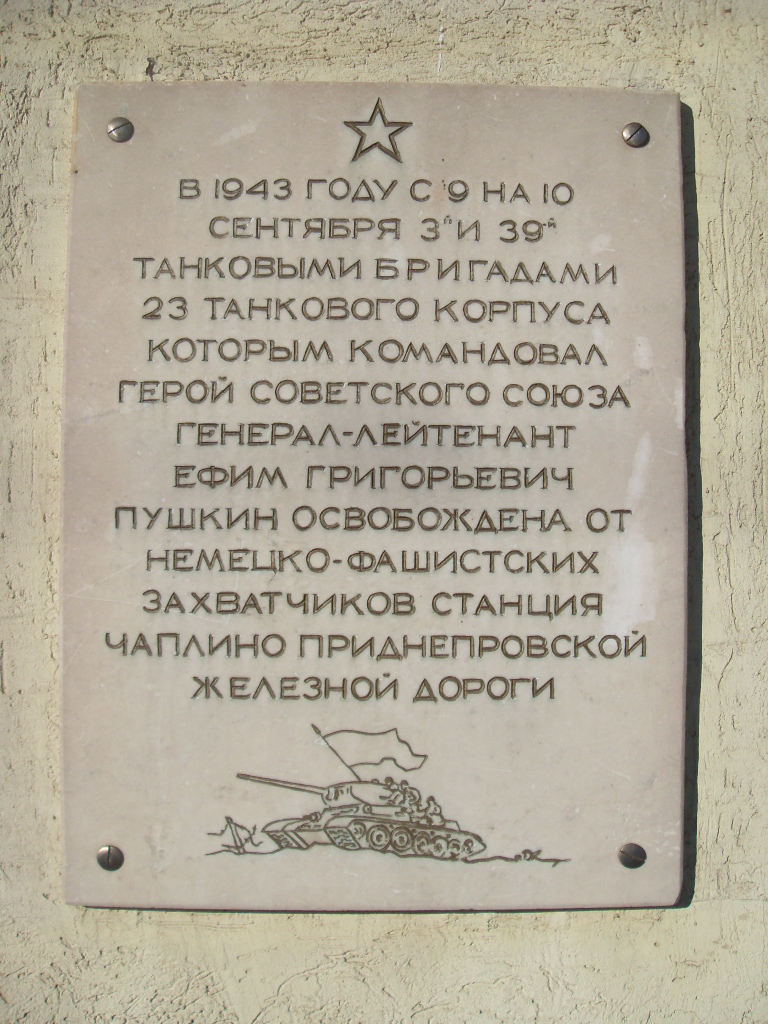
Plaque mémorielle,
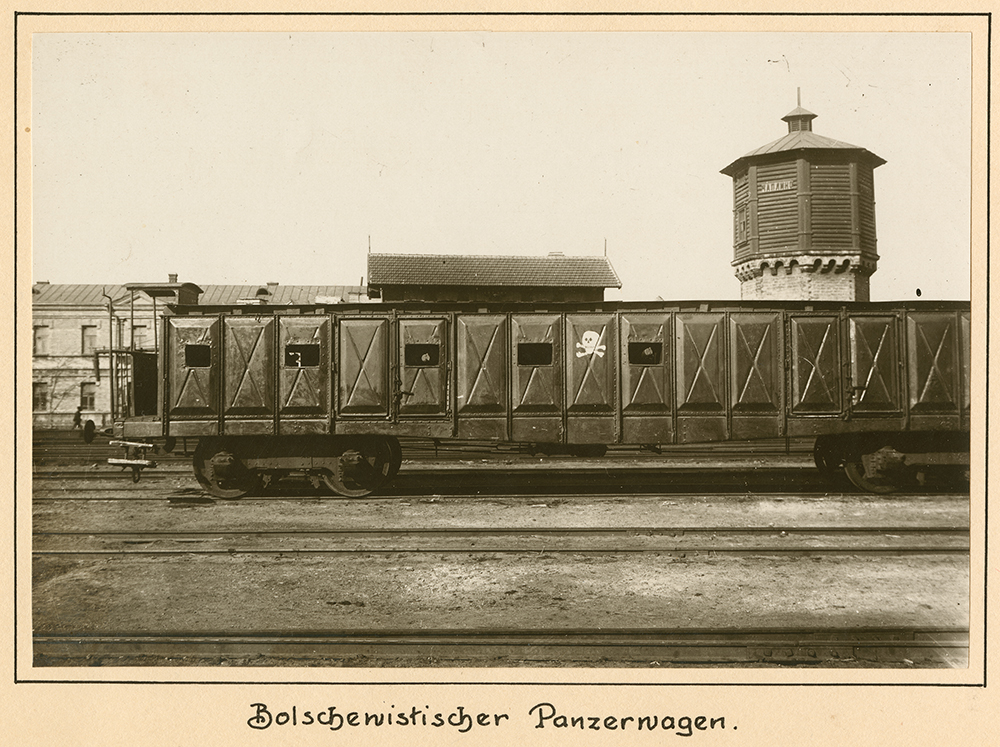
train blindé à la gare en 1918,
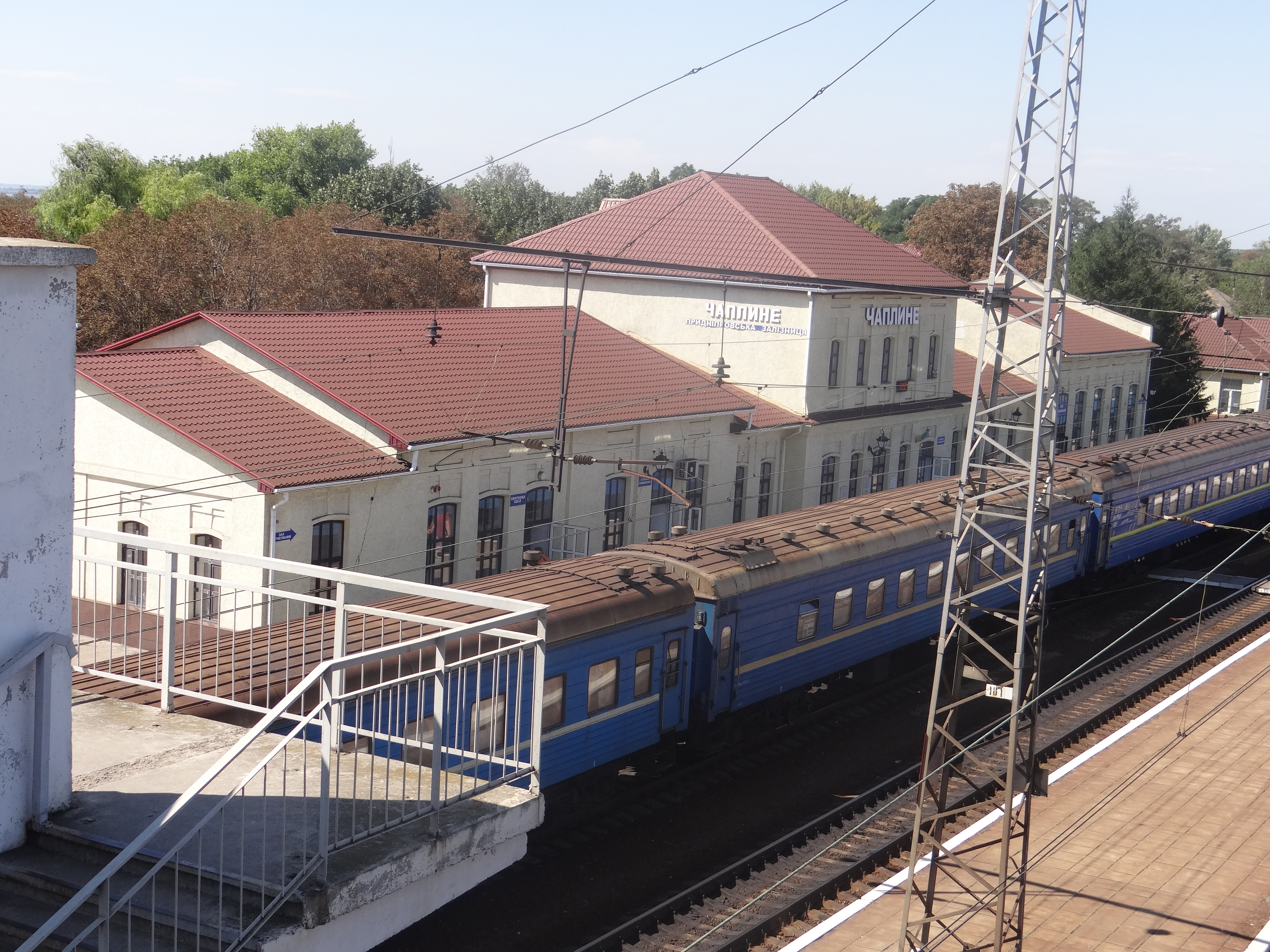
façade sur voies.

Le 24 août 2022, Jour de l'Indépendance, la gare est frappée par un tir russe qui fit vingt-cinq morts et cinquante blessés,,.